# هایپرکالمی

هایپرکالمی

هایپرکالمی (به انگلیسی: Hyperkalemia)به معنی افزایش سطح خونی یون پتاسیم در بدن است. میزان طبیعی پتاسیم خون معمولاً 3.5 تا 5.5 mmol/Lاست که افزایش آن را هایپرکالمی می‌خوانند.

## متابولیسم پتاسیم در بدن
پتاسیم (K+) اصولاً یک یون داخل سلولی است (۹۵٪ آن) لذا در پلاسمای خون نسبتاً در سطح پائینی قرار دارد (تا ۵٫۰ mmol/L) ولی درون سلولها تجمع زیادی دارد (در حدود ۱۰۰ mmol/L). پتاسیم در ایجاد پتانسیل عمل سلولهای عصبی و قلبی بسیار مهم است همچنین در انتقال مواد از غشای سلول.
بهترین منابع غذایی پتاسیم؛ آرد سویا، لوبیا سفید، عدس، موز و اسفناج می‌باشد؛ ولی در بیشتر موادغذایی وجود دارد.
مقدار نرمال آن در رفرنس های جدید بین 5.5-3.5 است.

## علل هایپرکالمی
افزایش پتاسیم خون (هایپرکالمی) در اثر عواملی مانند نارسایی کلیوی، نارسایی آدرنال (بیماری آدیسون)، اسیدوز متابولیک به هر دلیلی، لوکمی(سرطان خون)، کم خونی همولیتیک، انفوزیون خیلی سریع کلرور پتاسیم به صورت وریدی، تزریق خون دریافت شده از افراد مسن یا خونی که مدت زیادی از نگهداری آن میگذرد، آسیب‌های ناشی از تصادفات (له شدگی، سوختگی ها، لیز شدید عضلات)، عفونت و همولیز اتفاق می‌افتد. علاوه بر این مصرف بعضی داروها همچون داروهای مدر نگهدارنده پتاسیم مانند تریامترن اچ، اسپیرو لاکتون و مهارکننده‌های آنزیم ACE نیز باعث افزایش سطح پتاسیم خون می‌شوند.

## علائم هایپرکالمی
علائم افزایش پتاسیم در خون شامل موارد زیر است: برادی کاردی و اختلالات نوار قلب (موج P کوتاه یا صاف، عریض تر شدن کمپلکس QRS، بلندی موج T، افزایش یافتن فاصله PR)، کاهش هوشیاری، آپنه (ایست تنفسی)، خستگی و ضعف عضلانی.

## درمان هیپرکالمی
درمان هیپرکالمی در موارد خفیف میتواند شامل اصلاح عوامل زمینه ای و اصلاح رژیم غذایی باشد. در مواردی که هیپرکالمی شدید باشد ممکن است به مداخلات درمانی مانند، استفاده از داروهای دفع کننده پتاسیم و محدود کرد منابع غذایی حاوی پتاسیم است.( مهمترین غذاهای حاوی پتاسیم شامل ، شیر، موز، کشمش، پرتقال و میوه های خشک میباشد). داروهایی که برای درمان هیپرکالمی از آنها استفاده میشود شامل موارد زیر است:
- هیدروکلروتیازید
- فوروزماید
- کلرتالیدون

در صورتی که هیپرکالمی در حضور اسیدوز باشد، از تزریق همزمان انسولین با دکستروز 50% استفاده شود.( استفاده از این روش رایج تر از استفاده از داروهای دافع پتاسیم است.)